# Peter Simonischek
Peter Maria Simonischek (ur. 6 sierpnia 1946 w Grazu, zm. 30 maja 2023 w Wiedniu) – austriacki aktor filmowy, teatralny i telewizyjny.

## Życiorys
Dorastał w Markt Hartmannsdorf, gminie w stanie Styria, gdzie jego ojciec był dentystą i pragnął, żeby syn poszedł w jego ślady. Studiował architekturę na politechnice w Grazu, uczęszczał też na kurs protetyki. Tymczasem młodego Petera coraz bardziej pociągał teatr. W tajemnicy przed ojcem zaczął studiować na Akademii Teatralnej w Grazu.
Z czasem zyskał taką renomę, że został członkiem zespołu aktorskiego uznanych scen niemieckojęzycznego teatru: berlińskiego Schaubühne am Lehniner Platz oraz wiedeńskiego Burgtheater.
28 lipca 1992 wystąpił w roli Wernyhory, w inscenizacji Wesela Stanisława Wyspiańskiego reżyserowanej przez Andrzeja Wajdę na Festiwalu w Salzburgu.
Zdobył także Europejską Nagrodę Filmową dla najlepszego aktora za brawurową rolę w filmie Toni Erdmann (2016) Maren Ade.
Ojciec aktora Maxa Simonischka.